# Tw47
Tw47 – polski parowóz tendrzak budowany w latach 1947 - 1949 przez Fablok. Łącznie zbudowano 20 egzemplarzy tego parowozu, z czego 10 na potrzeby Górnośląskich Kolei Wąskotorowych oraz kolejnych 10 (oznaczonych jako parowozy typu Bytom) na potrzeby górnośląskich zakładów przemysłowych do obsługi ich własnych kolei przemysłowych oraz bocznic.

## Charakterystyka ogólna
Tw47 to pięcioosiowy wąskotorowy tendrzak o mocy 400 koni mechanicznych (294 kW) napędzany dwucylindrowym bliźniaczym silnikiem parowym na parę przegrzaną. Wraz z seriami Tw29 i Tw53 powyższa seria należy do najsilniejszych parowozów wąskotorowych polskiej produkcji.  Masa parowozu w stanie służbowym wynosi 41,5 tony, długość ze zderzakami 8800 mm, szerokość 2800 mm, a wysokość 3050 mm. Parowóz na torze poziomym może pociągnąć z prędkością 15 km/h pociąg o masie 1210 ton, a na torze o pochyleniu 30 promili pociąg o masie 137 ton. Prędkość maksymalna lokomotywy wynosi 30 km/h. 

## Konstrukcja
Konstrukcja parowozu Tw47 jest kontynuacją rozwiązań technicznych stosowanych we wcześniej eksploatowanych na Górnośląskich Kolejach Wąskotorowych parowozach serii T40, Tw9 i Tw29. Produkowane w latach 1953 - 1954 parowozy serii Tw53 różnią się od omawianych tu parowozów serii Tw47 jedynie tym, że zamiast nitowania zastosowano spawanie.
Parowóz posiada kocioł płominicowo - płomieniówkowy z przegrzewaczem pary Schmidta oraz stalową skrzynią ogniową. Dane techniczne zastosowanego kotła przedstawiają się następująco:
- liczba płomienic: 24 sztuki o średnicy wewnętrznej 100,5 mm i zewnętrznej 108 mm
- liczba płomieniówek: 65 sztuk o średnicy wewnętrznej 39,5 mm i zewnętrznej 44,5 mm
- średnica walczaka kotła: wewnętrzna 1170 mm, zewnętrzna 1200 mm
- odległość między ścianami sitowymi: 3150 mm
- objętość skrzyni ogniowej: 1,58 m³
- rozrząd pary typu Walschaerta - Heusingera[2]
- osprzęt kotła: wodowskaz rurkowy, trzy krany probiercze, odbiornica pary typu Ferrum oraz zawory bezpieczeństwa typu Pop-Coale.
- zbieralnik pary z przepustnicą zaworową Cara o napędzie wewnętrznym
- zasilanie kotła w wodę: dwa inżektory ssąco-tłoczące Friedmana typu ABY nr 7 o wydajności 125 l/min.

Parowóz posiada ostoję belkową o grubości belek od 70 do 110 mm z czterema punktami podparcia.
Lokomotywa posiada 5 osi wiązanych i nie posiada osi tocznych. Napęd z silników parowych jest przenoszony za pomocą korbowodów na trzecią oś (oś silnikową), napęd na pozostałe osie przenoszony jest z osi silnikowej za pomocą wiązarów.
W celu ułatwienia przechodzenia parowozu przez ostre łuki (o minimalnym promieniu 35 metrów) zastosowano zestawy kołowe przesuwne oraz zestaw kołowy bez obrzeży. Drugi zestaw kołowy posiada możliwość przesuwu o 15 mm, czwarty o 26 mm, a trzeci zestaw kołowy (silnikowy) pozbawiony jest obrzeży. 
Maksymalny nacisk osi parowozu w stanie służbowym na szynę wynosi 8,65 T. 
Maszynę wyposażono w dwa hamulce - parowy (o dwóch cylindrach) oraz ręczny (rzutowy). Oba hamulce działają, za pośrednictwem wspólnego wału hamulcowego), na klocki hamulcowe na wszystkich osiach. 
Lokomotywa ponadto zaopatrzona jest w uruchamianą ręcznie piasecznicę podającą piasek pod drugą i czwartą oś. 
Zapas węgla wynoszący 1,6 tony przewożony jest w skrzyni węglowej znajdującej się na tylnej ścianie budki maszynisty. Zapas wody (4 m³ przewożony jest w dwóch połączonych skrzyniach wodnych umieszczonych po bokach walczaka kotła. 
Pierwotnie parowóz posiadał trzonowe zderzaki sprężynowe, oświetlenie naftowe oraz parowy dzwon sygnalizacyjny. Podczas kolejnych napraw i modernizacji dzwon usunięto, zamontowano turbogenerator o napięciu 24V wraz z instalacją elektryczną oraz zmieniono zderzaki na tulejowe z wkładkami gumowymi. 

## Zachowane egzemplarze
Do czasów współczesnych jako jedyny zachował się egzemplarz oznaczony numerem Tw47-2558. Parowóz ten, po skreśleniu z inwentarza w dniu 30.06.1980, został przekazany do wodociągów miejskich w Tarnowskich Górach, gdzie pełnił funkcję kotła grzewczego przy ujęciu wody w Szybie Staszic dawnej kopalni cynku i ołowiu. Po upływie terminu ważności rewizji kotła dotychczasowy użytkownik zgłosił chęć przekazania parowozu do Muzeum Kolejnictwa w Warszawie, jednakże ze względu na zły stan techniczny lokomotywy oraz poważne braki w jej wyposażeniu, muzeum ostatecznie jej nie przejęło. W roku 1995 parowóz został zakupiony przez Przedsiębiorstwo Transportu Samochodowego i Spedycji Periba. Po renowacji został ustawiony na terenie tego przedsiębiorstwa w charakterze pomnika. W roku 2006 lokomotywa została odkupiona przez władze miasta Bytomia i dnia 18 marca 2006 przetransportowana na teren stacji Bytom Karb Wąskotorowy, gdzie obecnie jest ustawiona jako nieczynny eksponat i oczekuje przywrócenia do ruchu. Dnia 27 stycznia 2023 Tw47-2558 został wpisany do rejestru zabytków ruchomych województwa śląskiego (nr wpisu B/454/2023).